# Чагерное

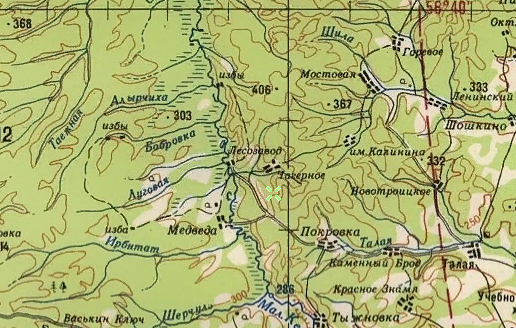
Старая карта окрестностей деревни Чагерное

Чагерное — упразднённая деревня в Емельяновском районе Красноярского края Российской Федерации.

## География
Располагалась в 7 км к западу от посёлка Первомайский. На востоке протекала речка Большая Таболожанка и находился Чагерский пруд. Южнее деревни Большая Таболожанка впадала в реку Чагерная (правый приток Малого Кемчуга).

## Климат
Климат характеризуется как резко континентальный, с продолжительной морозной зимой и коротким тёплым летом. Средняя температура воздуха самого тёплого месяца (июля) составляет 19 °C (абсолютный максимум — 38 °C); самого холодного (января) — −16 °C (абсолютный минимум — −53 °C). Продолжительность безморозного периода составляет в среднем 95 — 115 дней. Среднегодовое количество атмосферных осадков составляет 430—680 мм, из которых большая часть выпадает в летний период.

## История
Известна как место ссылки.
Упразднена не позднее 2001 года.

## Инфраструктура
В деревне действовали: магазин, пекарня, Отдел рабочего снабжения (ОРС), баня, водокачка, колодец.

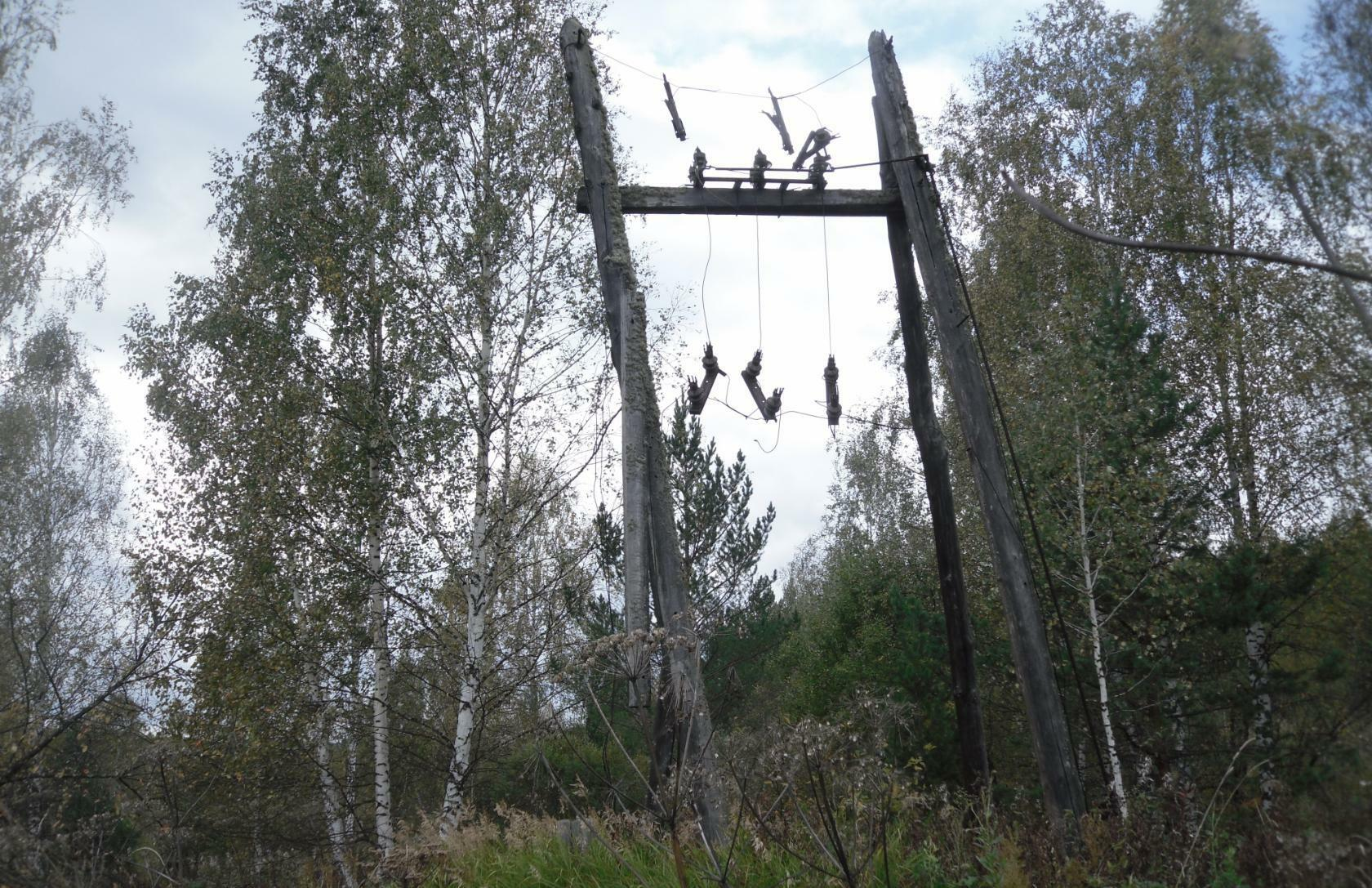
Здесь был ОРС, пекарня и магазин.
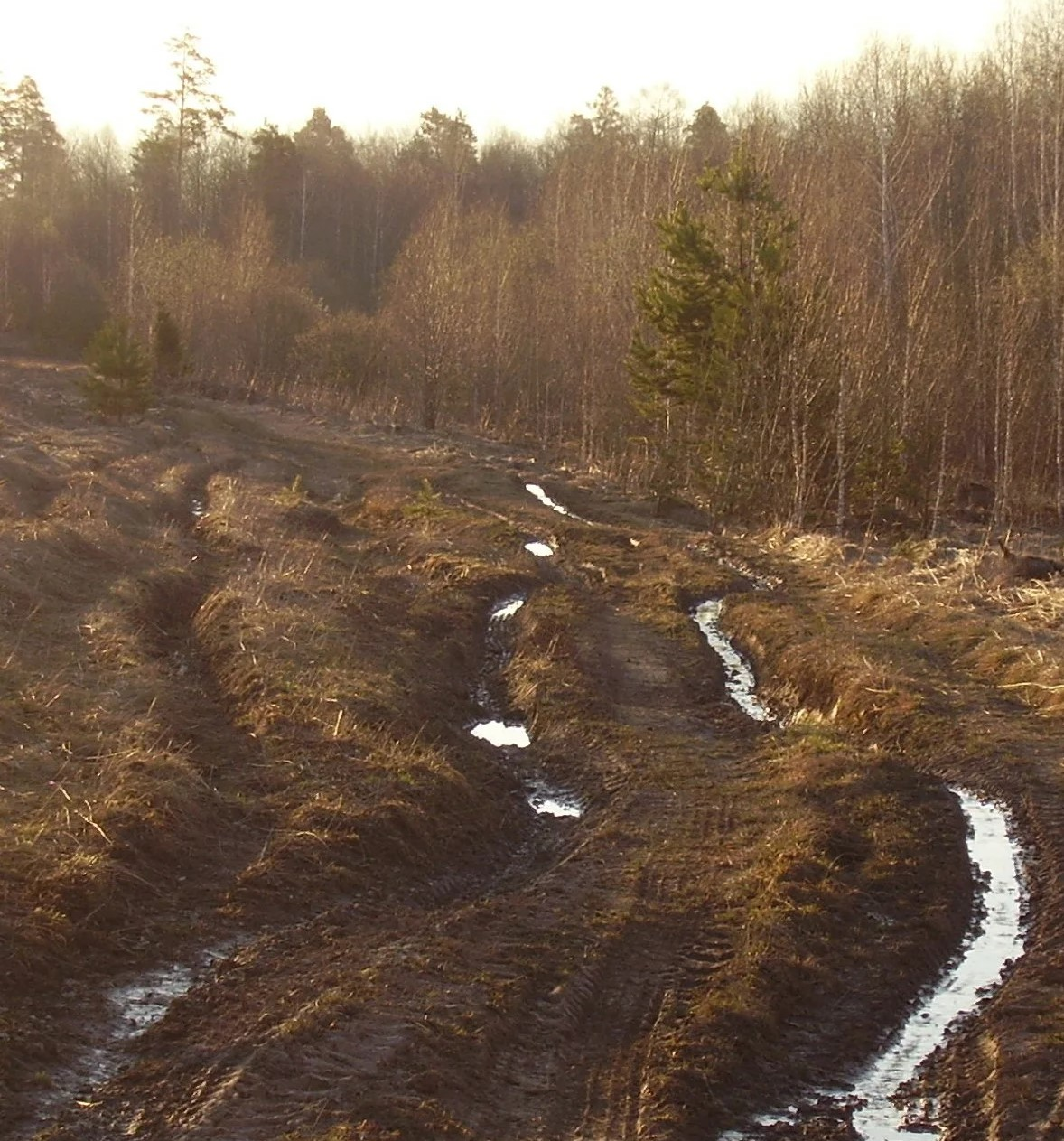
Дорога в Чагерное со стороны посёлка Первомайский.

## Известные уроженцы
- Дзявульский, Николай Степанович (1958—2014) — участник Евромайдана, Герой Украины.

## Транспорт
Деревня находилась в труднодоступной местности